# سیارک ۲۲۷۲۹
سیارک ۲۲۷۲۹ (به انگلیسی: 22729 Anthennig، نامگذاری:1998SV110) بیست و دو هزار و هفتصد و بیست و نهمین سیارک کشف شده‌است که در ۲۶ سپتامبر ۱۹۹۸ کشف شد.
قدر مطلق سیارک برابر ۱۱.۲ است.